# ناصر بن عبد العزيز آل سعود
الأمير ناصر بن عبد العزيز آل سعود (1331 هـ  / 1913 - 19 ذو الحجة 1404 هـ  / 15 سبتمبر 1984)، أمير منطقة الرياض السابق، وهو الابن السادس من أبناء الملك عبد العزيز. دعم الأمير ناصر أخاه الملك سعود ورفض التوقيع على قرار خلعه عن الحكم.

## عن حياته
تلقى علومه الأولى بالمدرسة الخاصة بالقصر، وتعلم القرآن والحديث والقراءة والكتابة وأتقن الفروسية.
عام 1342 هـ خاض أول حرب مع والده، وشارك في حصار جدة وكان بعمر 12 سنة، كما حارب في معركة السبلة،
وبعد أن تم توحيد المملكة في عام 1351 هـ اُختير بأن يكون نائب رئيس المشاكل الحدودية بين المملكة و اليمن.
وبعد الحرب السعودية اليمنية عاد إلى الرياض وعُيّن بعام 1356 هـ  الموافق لعام 1937  أميرًا لمنطقة الرياض، وظل يتولى مسئولية الإمارة حتى 7 رجب 1366 هـ الموافق 28 مايو 1947.
وفي عام 1370 هـ عُيِّن نائبًا لمديرية البترول، وفي عام 1375 هـ عيّنه الملك سعود مديرًا لمديرية البترول، وأثناء تولّيه مسئولية المديرية أمر بقطع البترول عن المملكة المتحدة وفرنسا على إثر العدوان الثلاثي على مصر.
وفي عام 1379 هـ عُيّن أميرًا لمنطقة نجران، واستمر في تولّي شئون الإمارة حتى عام 1400 هـ عندما أُحيل إلى التقاعد.

## وفاته
توفي الأمير ناصر بن عبد العزيز آل سعود في بيته يوم الإثنين 19 ذو الحجة 1404 هـ الموافق 15 سبتمبر 1984، وأديت الصلاة عليه يوم الثلاثاء 20 ذو الحجة 1404 هـ الموافق 16 سبتمبر 1984 في جامع الإمام تركي بن عبد الله في مدينة الرياض وتقدم المصلين عليه الملك فهد بن عبد العزيز آل سعود ونقل جثمانه إلى مقبرة العود حيث دفن هناك.

## أسرته
| الزوجة | أبنائه منها |
| --- | --- |
| الأميرة حصة بنت محمد بن عبد الله الثنيان آل سعود (متوفاة)                                                        | الأمير سعود (متوفى) |
| الأميرة موضي بنت أحمد بن محمد السديري                                                                            | الأمير خالد (متوفى)، الأمير عبد الله (متوفى)، الأمير فهد (متوفى)، الأمير أحمد (متوفى)، الأمير محمد، الأميرة جواهر (متوفاة)، الأمير تركي (متوفى)، الأميرة نوف، الأميرة البندري (متوفاة)، الأمير سلطان، والأمير عبد العزيز |
| الأميرة وضحى بنت سلطان بن مبارك الأدغم السبيعي                                                                   | الأمير منصور الأول (متوفى) |
| طريفة بنت فيصل بن حمود العبيد الرشيد                                                                             | |
| غزيل بنت ناصر القريني                                                                                            | |
| الأميرة العنود بنت رشيد الجبر الرشيد                                                                             | الأمير عبد الرحمن (متوفى) |
| لولوة بنت عبد الرحمن آل مهنا أبا الخيل                                                                           | |
| الأميرة نورة بنت عبد العزيز بن فهد بن معمر                                                                       | الأمير ثامر (متوفى)، والأميرة هيفاء |
| الأميرة سميرة بنت مختار بن الصادق السعداوي (ليبية الأصل) (توفيت يوم السبت 16 شوال 1444 هـ الموافق 6 مايو 2023 م) | الأمير منصور الثاني |
| الأميرة وضحى بنت محمد الأزمع أبو ثنين السبيعي                                                                    | الأميرة عهود، الأمير بندر، والأميرة غالية |
| الأميرة نورة بنت عبد الله البتال المطيري                                                                         | الأميرة موضي الأولى (متوفاة)، الأميرة شيخة، الأميرة طرفة، الأمير فيصل، الأمير أحمد، الأميرة نورة (متوفاة)، الأميرة العنود، الأميرة موضي الثانية، والأمير نواف                                                            |

## الأبناء

### ذكور
- الأمير سعود بن ناصر (متوفى). متزوج من الأميرة موضي بنت عبد الله بن عبد الرحمن آل سعود (متوفاة) [7] وله من الأبناء الأمير عبد العزيز، والأمير خالد.
- الأمير خالد بن ناصر (متوفى). متزوج من الأميرة سارة بنت عبد الله بن عبد الرحمن آل سعود وله من الأبناء الأمير فيصل (متزوج من الأميرة نوف بنت عبد الله بن محمد بن سعود الكبير وله من الأبناء الأمير عبد الله، الأميرة نورة "متزوجة للأمير تركي بن بدر بن فهد بن سعود الكبير"، الأميرة سارة، والأميرة صيتة)، ومتزوج من الأميرة جواهر بنت سعود بن عبد العزيز آل سعود وله من الأبناء الأمير فهد (متوفى؛ متزوج من الأميرة منى الرحباني وله من البنات الأميرة موضي، ومتزوج من الأميرة سلطانة بنت عبد اللطيف بن محمد بن نادر شاه[8] وله من البنات الأميرة جواهر والأميرة فهدة"متزوجة من الأمير سعود بن محمد بن فهد بن محمد ال عبد الرحمن ال سعود رحمه الله" - ومتزوج من الأميرة زهور الأسعد وله من الأبناء الأمير سطام (وله من البنات الأميرة آية)، الأمير تركي (وله من البنات الأميرة موضي، والأميرة خلود)، والأميرة خلود [9] (متزوجة من الأمير تركي بن محمد بن عبد الله الفيصل بن عبد العزيز آل سعود ولها من البنات الأميرة عبير، والأميرة أريج).

- الأمير عبد الله بن ناصر (متوفى).
- الأمير فهد بن ناصر (متوفى).
- الأمير محمد بن ناصر.
- الأمير تركي بن ناصر (متوفى).
- الأمير عبد الرحمن بن ناصر (متوفى).
- الأمير فيصل بن ناصر.
- الأمير أحمد بن ناصر.
- الأمير سلطان بن ناصر. متزوج من الأميرة الجازي الرجبان الدوسري وله من الأبناء الأمير ناصر (متوفى؛ متزوج من الأميرة ديما بنت محمد بن تركي الفرحان آل سعود وله من الأبناء الأميرة الجازي، والأمير خالد)، الأمير خالد (متزوج من الأميرة مضاوي بنت عبد الله بن عبد العزيز آل سعود وله من البنات الأميرة آية)[10]، الأمير عبد الله (متزوج من الأميرة نورة بنت جلوي بن عبد العزيز بن مساعد آل سعود وله من الأبناء الأمير عبد العزيز، والأميرة الجازي)[11]، الأمير محمد، الأمير سلمان، الأمير تركي (متزوج من كريمة الأمير ناصر بن عبد الرحمن الفرحان آل سعود)، الأمير فيصل، وله كريمة تزوجت من الأمير سلطان بن منصور بن فيصل بن سعود بن عبد العزيز آل سعود.[12]
- الأمير منصور الأول بن ناصر (متوفى).
- الأمير اللواء عبد العزيز بن ناصر.
- الأمير ثامر بن ناصر (متوفى).
- الأمير نواف بن ناصر (مواليد 1963). متزوج من الأميرة منى بنت فيصل الشهيل وله من الأبناء الأمير ناصر، الأمير فيصل، والأميرة نورة.
- الأمير منصور الثاني بن ناصر.
- الأمير بندر بن ناصر. كان متزوج من الأميرة عبير بنت سلطان بن عبد العزيز آل سعود وله من الأبناء الأمير ناصر، وكان متزوج من الأميرة سلطانة بنت سلطان بن سعود بن عبد العزيز آل سعود وله من الأبناء الأمير ناصر، ومتزوج من الأميرة سارة بنت هذلول بن عبد العزيز آل سعود وله من الأبناء الأمير عبد الإله.

### الإناث
- الأميرة موضي الأولى بنت ناصر (متوفاة).
- الأميرة شيخة بنت ناصر.
- الأميرة طرفة بنت ناصر.
- الأميرة جواهر بنت ناصر (متوفاة). متزوجة من الأمير عبد الرحمن بن سعود بن عبد العزيز آل سعود.
- الأميرة نوف بنت ناصر.
- الأميرة البندري بنت ناصر (متوفاة). كانت متزوجة من السديري وثم تزوجت من الملحم.
- الأميرة نورة بنت ناصر (متوفاة). متزوجة من الأمير يزيد بن سعود بن عبد العزيز آل سعود.
- الأميرة العنود بنت ناصر.
- الأميرة هيفاء بنت ناصر.
- الأميرة موضي الثانية بنت ناصر. متزوجة من الأمير سعود بن خالد بن تركي آل سعود.
- الأميرة عهود بنت ناصر.
- الأميرة غالية بنت ناصر.